# 陣立書
陣立書（じんだてがき/じんだてしょ）とは、合戦における部隊配置・編制（陣法・陣立）を指示するために概念的に示した作戦指令文書。戦国時代に盛んに作成された。

## 概要
行軍や戦闘における隊形およびその部隊に属する武将およびその動員兵力などを記載した図表である。戦国期においては動員する兵力の規模によって異なるものの、一番備・二番備・前備・旗本備・左備・右備・後備の7段構えに分けることが多く、それらの構えの位置を大まかに示したものから、個々の構えごとに作成されてそれぞれにおける武将・兵力の配置を具体的に示したものまで存在する。